# Rob Jones (ur. 1979)
Rob Jones, właśc. Robert William Jones (ur. 3 listopada 1979 w Stockton-on-Tees) – angielski piłkarz, występujący na pozycji obrońcy w Doncaster Rovers.
Karierę rozpoczął w roku 2002, w Gateshead. Grał tam przez rok. Następnie przeniósł się do Stockport, gdzie rozegrał 16 spotkań i strzelił 2 bramki. Następnie, na zasadzie wolnego transferu przeszedł do Grimsby Town w lipcu 2004 roku. Debiutował w jego barwach we wrześniu 2005 roku, podczas meczu z Tottenham Hotspur, wygranym przez jego zespół 1:0. Ogółem w barwach tego klubu rozegrał 60 meczów, strzelił 5 goli.
W roku 2006 został sprzedany za 150 tysięcy funtów do Hibernian. Mierzący 201 centymetrów piłkarz był jednym z najwyższych w lidze szkockiej. W barwach Hibs rozegrał 96 meczów, strzelił 8 goli. W latach 2009–2011 był zawodnikiem Scunthorpe United.
W maju 2011 roku, po trzymiesięcznym wypożyczeniu do Sheffield Wednesday, podpisał stały kontrakt z tym klubem.